# Muncq-Nieurlet
Muncq-Nieurlet là một xã trong tỉnh Pas-de-Calais, vùng Hauts-de-France, Pháp.

## Địa lý
Munczq-Nieurlet có cự ly khoảng 9 miles (14 km) về phía tây bắc Saint-Omer, tại giao lộ D217 và D219.

## Dân số
| 1962                                                              | 1968 | 1975 | 1982 | 1990 | 1999 | 2006 |
| ----------------------------------------------------------------- | ---- | ---- | ---- | ---- | ---- | ---- |
| 302                                                               | 326  | 314  | 357  | 451  | 454  | 600  |
| Số liệu điều tra dân số tính từ năm 1962, dân số chỉ tính một lần |      |      |      |      |      |      |

## Địa điểm nổi bật
- Nhà thờ St. Joseph, thế kỷ 19.